# Faltenbildung (Materialkunde)
|                                          | Dieser Artikel wurde im Portal Werkstoffe zur Verbesserung eingetragen. Hilf mit, ihn zu bearbeiten, und beteilige dich an der Diskussion! |
| Vorlage:Portalhinweis/Wartung/Werkstoffe | |

Faltenbildung  entsteht durch Belastung auf Knicken, Quetschen oder Scherung von dünnen, plastischen und/oder flexiblen Materialien wie Blech oder Papier oder mehreren geschichteten Lagen solcher Materialien. 
Zur Faltenbildung kann es auch kommen, wenn die Deckschicht einer begrenzten Fläche sich durch Erwärmung oder andere Faktoren ausdehnt und somit mehr Fläche einzunehmen versucht, als zur Verfügung steht. Dieser Effekt tritt z. B. beim Faltenwurf der Asphaltdecke von Fahrbahnen bei großer Hitze in Erscheinung. Bei Verbundstoffen, d. h. geschichteten und verklebten Materialien, können Falten durch die unterschiedlichen Wärmeausdehnungskoeffizienten der Verbundmaterialien zustande kommen.
Faltenbildung ist auch eine Folge von Materialermüdung.
Einer der berühmtesten Modellattraktoren der Chaostheorie, der Rössler-Attraktor, wurde nach dem Beispiel der Arbeitsweise einer Bonbonmassen-Mischmaschine (taffy puller) konstruiert. Die wesentlichen Prinzipien zur Vermischung der Zutaten sind hier Falten und Dehnen.